# Спеніярдс-Бей
Спеніярдс-Бей (англ. Spaniard's Bay) — містечко в Канаді, у провінції Ньюфаундленд і Лабрадор.

## Населення
За даними перепису 2016 року, містечко нараховувало 2653 особи, показавши зростання на 1,2%, порівняно з 2011-м роком. Середня густина населення становила 40,4 осіб/км².
З офіційних мов обидвома одночасно володіли 50 жителів, тільки англійською — 2 600. Усього 5 осіб вважали рідною мовою не одну з офіційних.
Працездатне населення становило 52% усього населення, рівень безробіття — 12,7% (15,4% серед чоловіків та 9% серед жінок). 94,1% осіб були найманими працівниками, а 4,2% — самозайнятими.
Середній дохід на особу становив $40 365 (медіана $25 557), при цьому для чоловіків — $53 700, а для жінок $26 525 (медіани — $36 506 та $19 776 відповідно).
27,1% мешканців мали закінчену шкільну освіту, не мали закінченої шкільної освіти — 21,1%, 51,8% мали післяшкільну освіту, з яких 11,9% мали диплом бакалавра, або вищий.
| Статево-вікова структура населення | Статево-вікова структура населення | Статево-вікова структура населення | Статево-вікова структура населення | Статево-вікова структура населення |
| ---------------------------------- | ---------------------------------- | ---------------------------------- | ---------------------------------- | ---------------------------------- |
|                                    |                                    |                                    |                                    |                                    |
| Всього                             | Всього                             | 49,1%50,9%                         |                                    |                                    |
| 0 — 14 років                       | 0 — 14 років                       |                                    | 14,5%                              | 14,5%                              |
| 15 — 64 років                      | 15 — 64 років                      |                                    | 66,1%                              | 66,1%                              |
| 65 і більше                        | 65 і більше                        |                                    | 19,4%                              | 19,4%                              |
| 85 і більше                        | 85 і більше                        |                                    | 1,5%                               | 1,5%                               |
| Середній вік (років)               | Середній вік (років)               | 42,343,5                           | 42,9                               | 42,9                               |
| Медіана (років)                    | Медіана (років)                    | 44,646,3                           | 45,7                               | 45,7                               |
| — чоловіки — жінки                 |                                    |                                    |                                    |                                    |

| Походження мешканців:     | Походження мешканців:     | Походження мешканців: | Походження мешканців: | Походження мешканців: |
| ------------------------- | ------------------------- | --------------------- | --------------------- | --------------------- |
| Походження                |                           |                       | осіб                  | %                     |
| Корінні американці        | Корінні американці        |                       | 115                   | 4.36%                 |
| Інше північноамериканське | Інше північноамериканське |                       | 1 935                 | 73.3%                 |
| Європейське               | Європейське               |                       | 910                   | 34.47%                |
| британське                | британське                |                       | 865                   | 32.77%                |
| французьке                | французьке                |                       | 40                    | 1.52%                 |
| Азійське                  | Азійське                  |                       | 30                    | 1.14%                 |

| Зайнятість населення за галузями (за класифікацією NOC): | Зайнятість населення за галузями (за класифікацією NOC): | Зайнятість населення за галузями (за класифікацією NOC): | Зайнятість населення за галузями (за класифікацією NOC): | Зайнятість населення за галузями (за класифікацією NOC): |
| -------------------------------------------------------- | -------------------------------------------------------- | -------------------------------------------------------- | -------------------------------------------------------- | -------------------------------------------------------- |
|                                                          |                                                          |                                                          |                                                          |                                                          |
| Управління                                               | Управління                                               |                                                          | 6%                                                       | 6%                                                       |
| Бізнес, фінанси та адміністрування                       | Бізнес, фінанси та адміністрування                       |                                                          | 8,2%                                                     | 8,2%                                                     |
| Природничі та прикладні науки                            | Природничі та прикладні науки                            |                                                          | 3,9%                                                     | 3,9%                                                     |
| Охорона здоров'я                                         | Охорона здоров'я                                         |                                                          | 6,5%                                                     | 6,5%                                                     |
| Освіта, правозахист, муніципальні та урядові служби      | Освіта, правозахист, муніципальні та урядові служби      |                                                          | 8,6%                                                     | 8,6%                                                     |
| Мистецтво, культура, відпочинок та спорт                 | Мистецтво, культура, відпочинок та спорт                 |                                                          | 0,9%                                                     | 0,9%                                                     |
| Роздрібна торгівля та послуги                            | Роздрібна торгівля та послуги                            |                                                          | 20,3%                                                    | 20,3%                                                    |
| Гуртова торгівля, транспорт та обладнання                | Гуртова торгівля, транспорт та обладнання                |                                                          | 37,5%                                                    | 37,5%                                                    |
| Природні ресурси, сільське господарство                  | Природні ресурси, сільське господарство                  |                                                          | 2,2%                                                     | 2,2%                                                     |
| Виробництво                                              | Виробництво                                              |                                                          | 6%                                                       | 6%                                                       |

## Клімат
Середня річна температура становить 4,8°C, середня максимальна – 19,3°C, а середня мінімальна – -10,5°C. Середня річна кількість опадів – 1 447 мм.
| Клімат поселення                              | Клімат поселення | Клімат поселення | Клімат поселення | Клімат поселення | Клімат поселення | Клімат поселення | Клімат поселення | Клімат поселення | Клімат поселення | Клімат поселення | Клімат поселення | Клімат поселення | Клімат поселення |
| Показник                                      | Січ.             | Лют.             | Бер.             | Квіт.            | Трав.            | Черв.            | Лип.             | Серп.            | Вер.             | Жовт.            | Лист.            | Груд.            |                  |
| Середній максимум, °C                         | −0,13            | −0,57            | 2,47             | 6,80             | 11,37            | 15,66            | 18,26            | 19,34            | 15,20            | 10,61            | 5,97             | 1,06             |                  |
| Середня температура, °C                       | −5,1             | −5,54            | −2,5             | 1,82             | 6,39             | 10,69            | 15,10            | 16,17            | 12,03            | 7,43             | 2,80             | −2,1             |                  |
| Середній мінімум, °C                          | −10,07           | −10,52           | −7,46            | −3,15            | 1,41             | 5,73             | 11,91            | 13,00            | 8,88             | 4,26             | −0,37            | −5,26            |                  |
| Норма опадів, мм                              | 136              | 121              | 120              | 115              | 97               | 100              | 101              | 95               | 136              | 150              | 135              | 141              |                  |
| Середньомісячна швидкість вітру, м/с          | 7.61             | 7.06             | 6.72             | 6.12             | 5.42             | 5.04             | 4.88             | 4.91             | 5.44             | 6.16             | 6.71             | 7.37             |                  |
| Середньомісячна сонячна радіація, кДж/м²·день | 3924             | 6670             | 10542            | 13956            | 17154            | 19076            | 19069            | 16035            | 12015            | 7162             | 4111             | 3034             |                  |
| --------------------------------------------- | ---------------- | ---------------- | ---------------- | ---------------- | ---------------- | ---------------- | ---------------- | ---------------- | ---------------- | ---------------- | ---------------- | ---------------- | ---------------- |
| Джерело:                                      |                  |                  |                  |                  |                  |                  |                  |                  |                  |                  |                  |                  |                  |